# 陳兆奎
陳兆奎（？—？）籍贯不详，清末民初官员。 

## 生平
陳兆奎在清朝曾官度支部主事。 
中华民国成立后，他任平政院评事。